# Andrzej Bobola
Andrzej Bobola, född 30 november 1591 i Strachocina, Lillpolen, död 16 maj 1657 i Janów, Storfurstendömet Litauen, var en polsk romersk-katolsk präst, jesuit och missionär. Under Chmelnytskyj-upproret blev han torterad och mördad av kosacker. Andrzej Bobola vördas som helgon i Romersk-katolska kyrkan, med minnesdag den 16 maj. Han är ett av Polens skyddshelgon.

## Bilder
| - Helige Andrzej Bobolas relikvarium i Sanktuarium św. Andrzeja Boboli i Warszawa. - Altare i Il Gesù i Rom med relik av helige Andrzej Bobola. |